# Schaphalsterzijl (plaats)
Schaphalsterzijl (Gronings: Schaphaalsterziel) is een buurtschap in de gemeente Het Hogeland in de Nederlandse provincie Groningen, gelegen op de plek waar het Winsumerdiep uitmondt in het Reitdiep. Op deze plek liggen de zijlen (uitwateringssluizen) Winsumerzijl (1653) en Schaphalsterzijl (1733, oorspronkelijk 1459), de schutsluis Nieuwe Sluis (1890) en het gemaal Schaphalsterzijl (2005). De plaats is genoemd naar de Schaphalsterzijl, die haar naam weer ontleent aan de Schapehals, een bocht in het Reitdiep ten zuiden van de sluizen.
De buurtschap heeft naast het gemaal een kleine boerderij waarin oorspronkelijk de sluiswachter woonde, een houten loods (werkplaats) — beide zijn monumenten. Aan de overzijde van het diep staat, net achter het gemaal, nog een woonhuis. De Schaphalsterzijl en Winsumerzijl hebben beiden een waterspuwer. Boven op de Nieuwe Sluis staat een windwijzer met het wapen van het vroegere waterschap Hunsingo.

## Geschiedenis

### Schaphalsterzijl en Winsumerzijl
Voor de aanleg van de zijlen waterden de maren in het gebied af op de Fivelboezem, die in de loop van de late middeleeuwen steeds verder werd bedijkt, alvorens ze in 1317 werd afgedijkt tussen Oosternieland en 't Zandstervoorwerk, waarop de afwatering verliep via de buitendijkse Groote Tjariet. Toen echter de opslibbing van de buitendijkse gronden steeds verder toenam ontstonden problemen met de afwatering en namen de schepperijen van Uithuizen, Zandeweer en Overmaringe het besluit om de afwatering voortaan te regelen via de in 1361 gebouwde Winsumerzijl (zie verder). Om dit te bewerkstelligen moesten nieuwe diepen worden gegraven als verbindingskanalen tussen de Helwerdermaar en Usquerdermaar, Eppenhuistermaar en Koksmaar en tussen de Startenshuistermaar en Menkeweerstertocht. De Winsumerzijl was niet geschikt voor deze vergroting van haar achterland en om die reden werd in 1459 een nieuwe houten zijl gebouwd ten noorden van de Schapehals; de Schaphalsterzijl. Het Winsumerdiep werd hiervoor doorgetrokken naar het Schaphalsterzijl. Het bestaande Winsumerzijlvest werd daarop hernoemd tot Winsumer- en Schaphalsterzijlvest (in 1856 opgegaan in waterschap Hunsingo, in 1995 in het Noorderzijlvest). In 1539 werd er een beschoeiing aangelegd bij de Schaphalsterzijl. In de Tachtigjarige Oorlog werd er een schans aangelegd bij de zijl door Staatsgezinde troepen. In 1581 werd deze schans veroverd door Spaanse troepen. Tijdens deze vijandelijkheden werd de houten zijl in brand gestoken. De zijl werd vervolgens weer hersteld.
In de loop der eeuwen verzandde het Reitdiep steeds verder en in 1629 werd een meander van het Reitdiep bij Garnwerd afgesneden (het Oude Diepje), waardoor de oude Winsumerzijl overbodig werd. Deze wordt sindsdien Oldenzijl genoemd. Ter vervanging hiervan werd een nieuwe stenen Winsumerzijl aangelegd direct ten noorden van de Schaphalsterzijl. Deze zijl werd ontworpen door stadsbouwmeester Anthoni Verburgh. De werkzaamheden hieraan begonnen in 1635. In 1636 werd een nieuwe uitwateringsgeul gegraven en in 1637 werd de oude Winsumerzijl gesloopt. In 1638 waren de werkzaamheden voltooid. Iets daarvoor werd in 1632 het zijlvester-timmerhuis gebouwd; de voorganger van het huidige waarmanshuis.
Tussen 1660 en 1662 zijn waarschijnlijk de sluisdeuren vervangen en mogelijk andere reparaties gepleegd, getuige een in 1660 gegoten sluispot (draaischarnier) van de Winsumerzijl (nu in Groninger Museum) en een gedenksteen met het jaartal 1662. In 1669 en 1733 werden plannen gemaakt voor een stenen Schaphalsterzijl, omdat de houten zijl veel onderhoud vergde en begin 18e eeuw tevens begon te lekken. In 1734 werd vervolgens de bouw van een stenen sluis aanbesteed. De nieuwe stenen Schaphalsterzijl werd geplaatst tussen de gebinten en op de vloer van de oude houten sluis. In 1790 werden beide zijlen voor het in die tijd astronomisch hoge bedrag van 48.000 gulden vernieuwd omdat bij hoog water er water onder de sluizen door kon sijpelen, wat op termijn kon leiden tot het wegspoelen van de grond eronder.

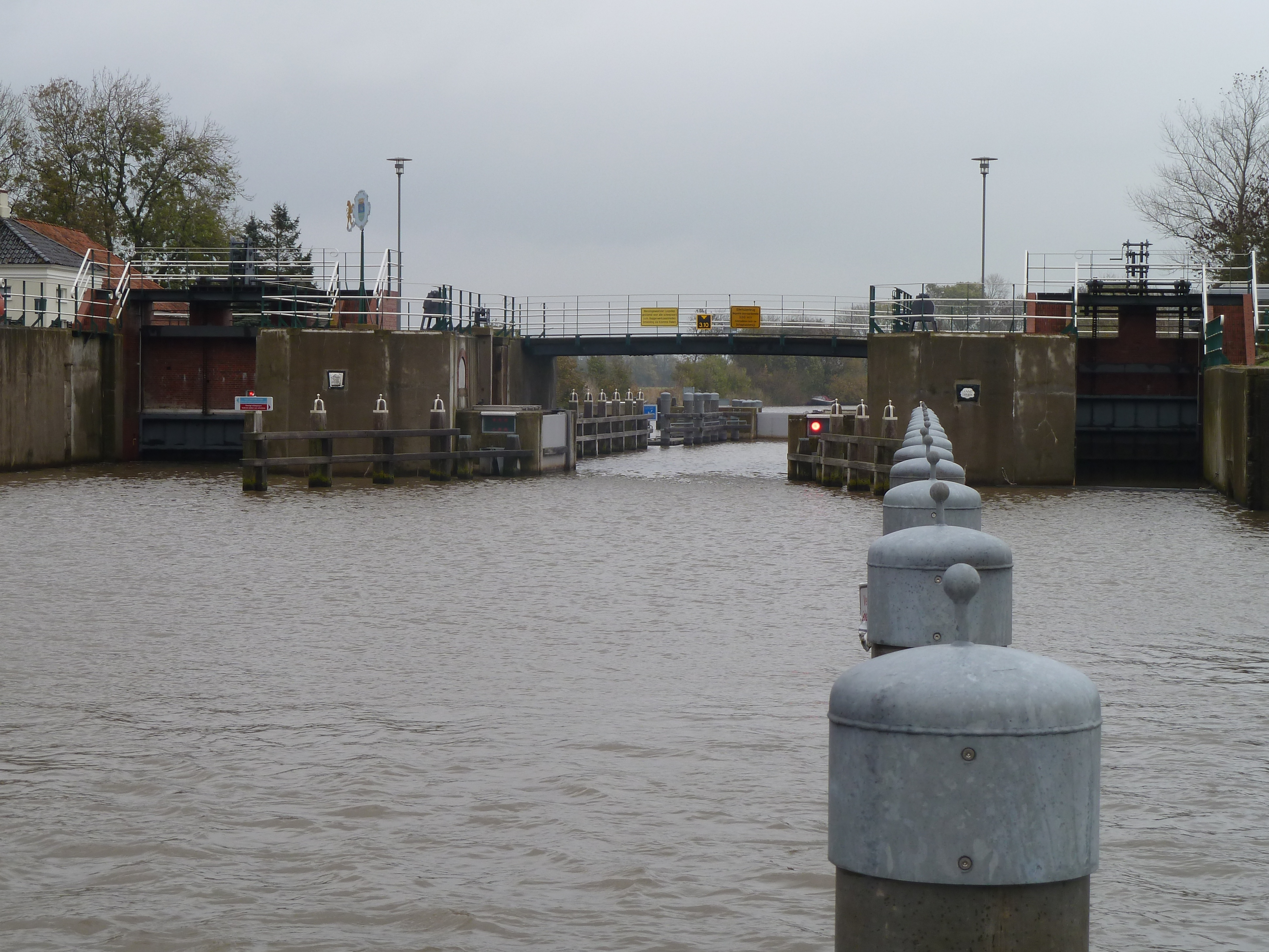
Winsumerzijl, Nieuwe Sluis en Schaphalsterzijl
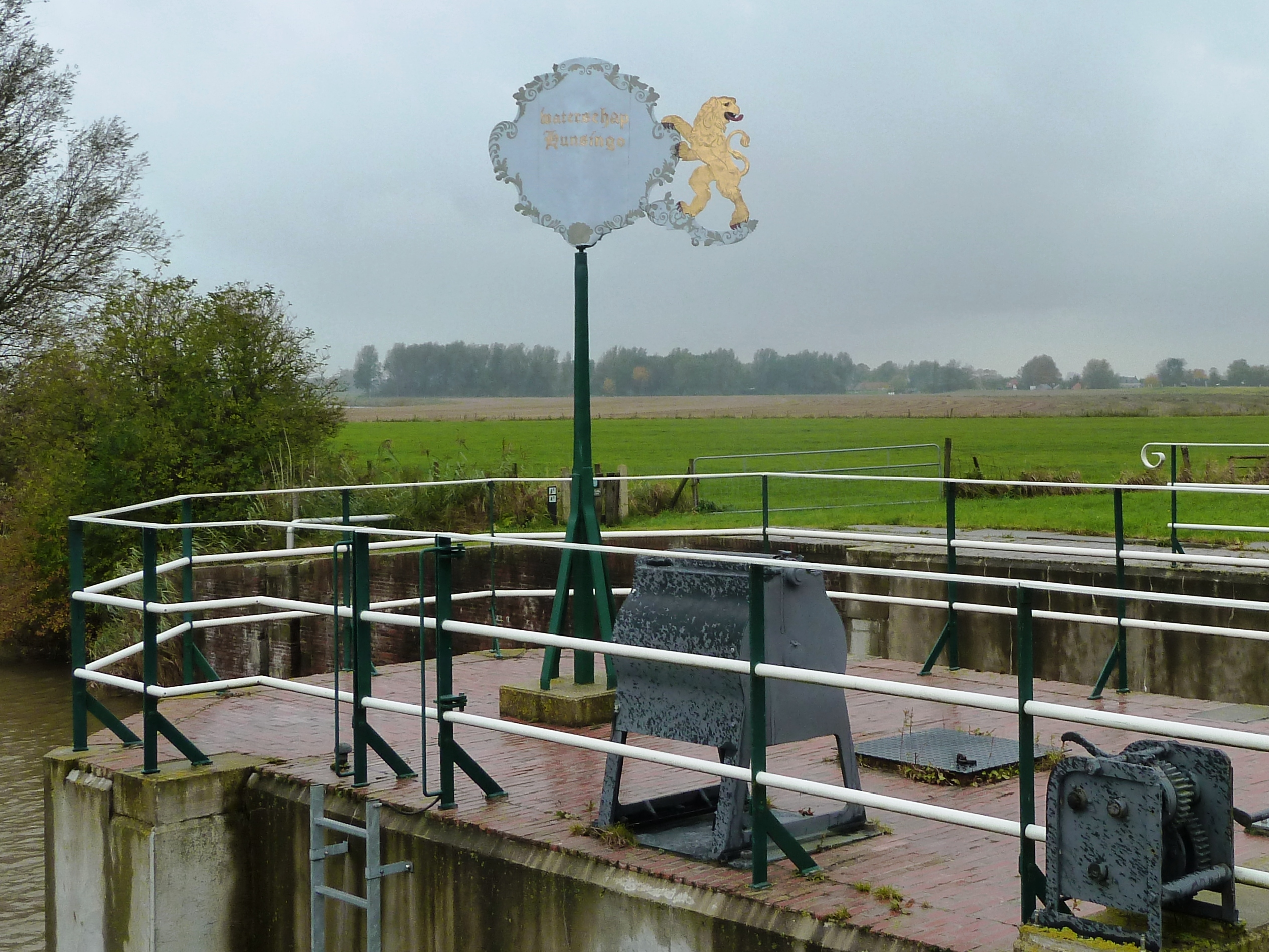
Windwijzer met het wapen van waterschap Hunsingo op het oude sluizencomplex
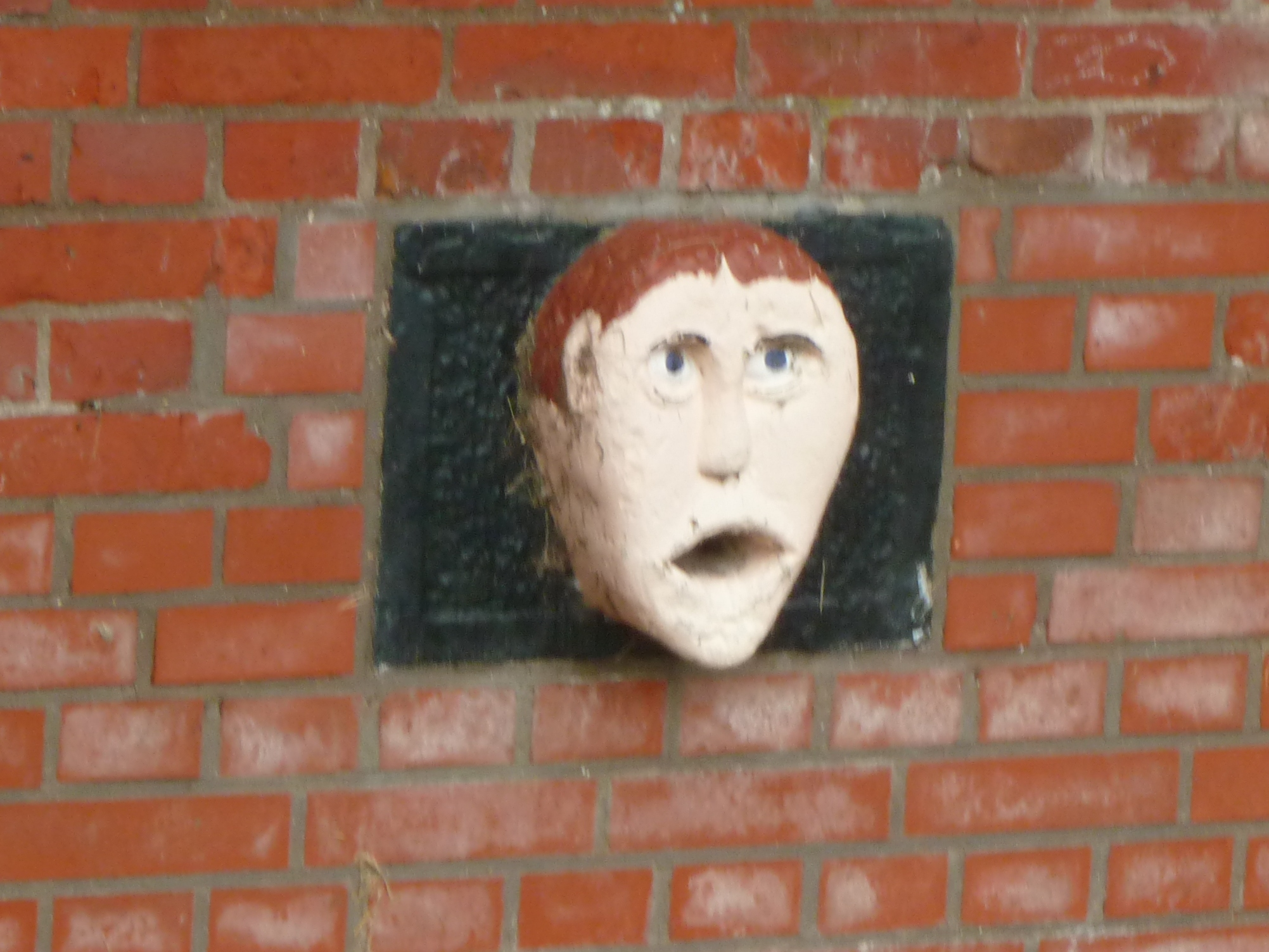
Waterspuwer op een van de oude sluizen
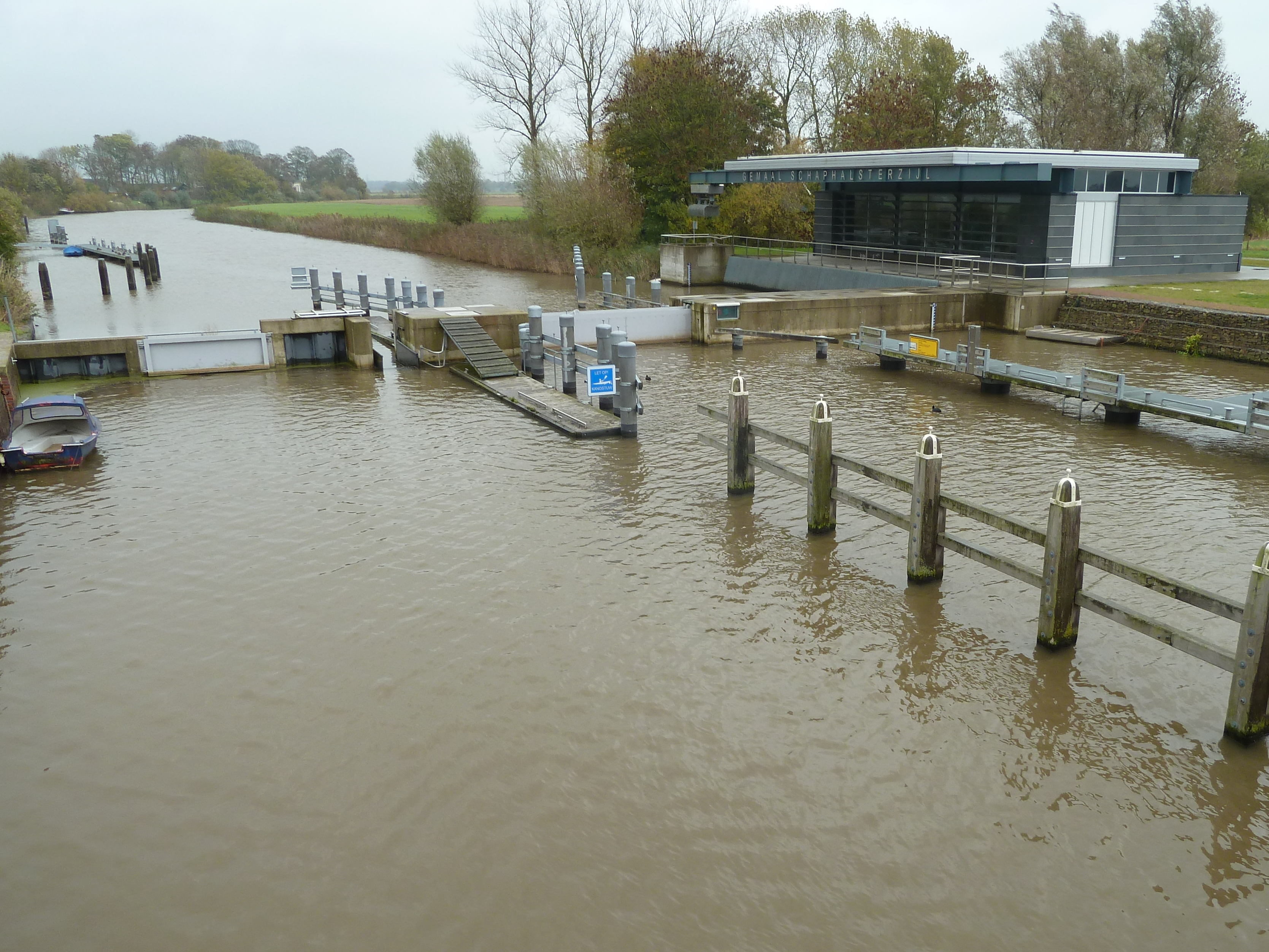
Gemaal Schaphalsterzijl gezien vanaf het oude sluizencomplex

### Nieuwe Sluis en latere reparaties
Tussen de beide zijlen lag een eilandje dat bij de herstelwerkzaamheden van 1790 een stenen muur kreeg en in 1890 werd vervangen door een schutsluis (keersluis), de Nieuwe Sluis, om zo de scheepvaart te bevorderen. In dat jaar werden ook de gedenkstenen geplaatst (1662) en (1733) in de beide oude sluizen. Zo liggen er sindsdien drie sluizen vlak bij elkaar. In 1843 werd het huidige waarmanshuis gebouwd op de plaats van het oude zijlvester-timmerhuis. In 1882 werden verschillende aanpassingen gedaan aan dit waarmanshuis.
Nadat in 1877 de dijk bij Zoutkamp gereed was gekomen en eb en vloed waren verdwenen, werd in 1890 de dam tussen de beide sluizen verwijderd en vervangen door een nieuwe sluis. Tussen 1916 en 1917 werden de sluizen vernieuwd, waarbij de houten puntdeuren van de Winsumerzijl en de Schaphalsterzijl werden vervangen door stalen schuiven. Alleen de Nieuwe Sluis behield haar bestaande puntdeuren. Deze werden pas in 1948 verwijderd. In 1956 werden tevens schotbalken aangebracht bij deze sluis. In 1965 werden de houten brugdekken vervangen door een betondek.
Nadat de zeedijken op deltahoogte waren gebracht en in 1969 de Lauwerszee werd afgesloten, verloren de sluizen hun functie. Sindsdien werden de sluizen decennialang verwaarloosd. In 1963 werd een weg aangelegd over de sluizen, waarbij over de Nieuwe Sluis een brug werd gebouwd.

### Renovatie en bouw gemaal
In 1995 nam het waterschap Noorderzijlvest het besluit om de drie sluizen af te breken, om plaats te maken om op deze plek een waterniveauverschil te creëren in het kader van het opvangen van de gevolgen van de bodemdaling voor de waterbouwkundige kunstwerken als gevolg van de Groningse aardgaswinning; in een deel van het waterschap steeg het waterniveau namelijk steeds verder. Dit vormde het begin van een 10 jaar durende strijd over de plek. Gealarmeerde burgers richtten namelijk daarop de 'werkgroep behoud en restauratie Schaphalsterzijl' op die in december 1995 werd omgezet in de 'Stichting Behoud Schaphalsterzijlen'. Na het indienen van 1600 handtekeningen tegen de sloop, besloot het waterschap de sloop niet door te zetten, maar een nieuw plan te maken: De zijlen zouden worden gerestaureerd en om het niveauverschil te realiseren werd er pal naast een gemaal gebouwd. Dat was echter tegen het zere been van de tegenstanders, die dit nieuwe gemaal niet vonden passen op deze plek qua sfeer en karakter; het 'historische ensemble' zou er door worden aangetast. Nadat bezwaren niets opleverden startten zij een juridisch gevecht tegen de bouw van de sluis. Ook kwamen ze met een alternatieve locatie; aan de westrand van het dorp Winsum bij de rioolzuiveringsinstallatie was ook een geschikte plek. De raad van de gemeente Het Hogeland die de bouwaanvraag behandelde, vond dit echter een 'inbreuk op het open landschap en de onmiddellijke omgeving' en wees het voorstel in 1998 af, om er enkele jaren later overigens wel een windturbine toe te staan. In hetzelfde jaar werden op voordracht van de stichting het sluizencomplex en de sluiswachterswoning aangewezen als rijksmonument. De bouwaanvraag voor het nieuwe gemaal werd echter goedgekeurd. In 2002 werd begonnen met de voorbereidende werkzaamheden. In september 2002 vernietigde de Raad van State echter de bouwvergunning, maar na een nieuw raadsbesluit konden de werkzaamheden in het voorjaar van 2003 worden hervat. De restauratie en bouw kostten 9 miljoen euro en werden grotendeels bekostigd door de NAM als veroorzaker van de bodemdaling. In november 2005 kwamen de restauratie van het oude sluizencomplex en het nieuwe gemaal Schaphalsterzijl gereed.
Hoofdplaats: Uithuizen

Dorpen: Adorp · Den Andel · Baflo · Bedum · Eenrum · Eppenhuizen · Hornhuizen · Houwerzijl · Kantens · Kloosterburen · 't Lage van de Weg · Lauwersoog · Leens · Leenstertillen · Lutjewolde · Mensingeweer · Molenrij · Niekerk · Noordwolde · Oldenzijl · Onderdendam · Onderwierum · Oosteinde · Oosternieland · Pieterburen · Rasquert · Rodewolt · Roodeschool · Rottum · Saaxumhuizen · Sauwerd · Startenhuizen (deels) · Stitswerd · Tinallinge · Uithuizermeeden · Ulrum · Usquert · Vliedorp · Vierhuizen · Warffum · Warfhuizen · Wehe-den Hoorn · Westerdijkshorn · Westernieland · Wetsinge · Winsum · Zandeweer · Zoutkamp · Zuidwolde · Zuurdijk

Buurtschappen, gehuchten, wierden en buurten: 1e Nijhoezen · 2e Nijhoezen · 't Aagt · Abbeweer · Alinghuizen · Arwerd · Barnegaten · Bellingeweer · Bethlehem · Beusum · Bokum · Breede · Broek · Het Bultje · De Dingen · De Raken · De Vennen · Den Haver · Deikum · Doodstil · Douwen · Duisterwinkel · Eelswerd · Eemshaven · Elens · Ellerhuizen · Ernstheem · Ewer · Grijssloot · Groot Maarslag · Groot Wetsinge · De Haar · Hammeland · Den Hander · Harssens · Hefswal · Hekkum · Helwerd · Heuvelderij · Hiddingezijl · Holwinde · De Hoogte · De Horn · De Houw · 't Houweel · De Hucht · Kaakhorn · Katershorn · Kattenburg · Klei · Kleine Huisjes · Klein Garnwerd · Klein Maarslag · Klein Wetsinge · Kolham · Koningslaagte · Koningsoord · De Knijp · Kruisweg · Lutje Marne · Lutke Saaxum · Maarhuizen · (Marnehuizen) · Menkeweer · Menneweer · Midhalm · Midhuizen · Mollenhuizen · Nijenklooster · Noordpolder · Noordpolderzijl · Obergum · Oldenzijl · Oldorp · Oosterhorn · Oosterhuizen (Eenrum) · Oosterhuizen (Zuidwolde) · Oudedijk · Oudeschip · Paapstil · Panser · Plattenburg · Polen · Ranum · Reidland · Roodehaan · Schapehals · Schaphalsterzijl · Schilligeham · Schouwen · Schouwerzijl · Sint Annerhuisjes · 't Stort · De Streek · Takkebos · Ter Laan · Tijum · Valcum · Valom · Wadwerd · Walsweer · Westerhorn (De Marne) · Westerhorn (Hogeland) · Westerklooster · Westpolder · Wierhuizen · Wierum · 't Wildeveld · Willemsstreek · Zevenhuizen